# Goat Range Park
Goat Range Park är en park i Kanada.   Den ligger i provinsen British Columbia, i den södra delen av landet, 3 100 km väster om huvudstaden Ottawa. Goat Range Park ligger 2 304 meter över havet.
Terrängen runt Goat Range Park är bergig åt sydost, men åt nordväst är den kuperad. Goat Range Park ligger uppe på en höjd. Trakten runt Goat Range Park är nära nog obefolkad, med mindre än två invånare per kvadratkilometer.. Det finns inga samhällen i närheten.
Trakten runt Goat Range Park består i huvudsak av gräsmarker.